# Station Tårnby
Station Tårnby is een spoorwegstation in Tårnby, een voorstad van Kopenhagen, op het eiland Amager in Denemarken. Het station is gelegen aan de spoorlijn Kopenhagen - Malmö.